# Cirsium turneri
Cirsium turneri là một loài thực vật có hoa trong họ Cúc. Loài này được Warnock mô tả khoa học đầu tiên năm 1960.